# Pyracantha angustifolia
Пираканта или глоговица (Pyracantha angustifolia) је врста зимзеленог, густо разгранатог и трновитог жбуна из фамилије ружа, који самоникло расте до 2 m, а у култури и до 4 m висине. Гаји се у хортикулутури и као жива ограда. У природи расте на сунчаним и сувим каменитим местима. Ова врста потиче из Кине, али је интродукована у Северну Америку. На Хавајима и у осталим областима представља инвазивну врсту.

## Опис
Има беле цветове са 5 латица, које расту у густим цвастима. Стабљике и гране имају оштре бодље. Латице су нешто дуже од чашица. Бобичасти плодови сазревају у септембру-октобру и дуго остају на гранама, густо и декоративно прекривајући цео жбун. Имају горак укус, због чега их људи не користе у исхрани, већ искључиво као украсне биљке. Међутим, оне су главни извор хране за птице, које их нарочито посећују у зимском периоду.